# Adolf van Sleeswijk-Holstein-Gottorp
Adolf van Sleeswijk-Holstein-Gottorp (Duborg Slot, Flensburg, 25 januari 1526 — Gottorp Slot, bij Schleswig, 1 oktober 1586) was een zoon van koning Frederik I van Denemarken en diens tweede echtgenote Sophia van Pommeren.
Na de dood van koning Frederik I in 1533 deelden zijn drie zonen in 1544 de hertogdommen. Hierbij kregen ieder van de drie broers een aandeel in beide hertogdommen.
- Christiaan III kreeg Sonderburg met Alsen, Arrö, Flensburg, Bredstedt, het gebied om Segeberg, Oldesloe, Plön, Steinburg, Reinfeld en Ahrensbök
- Johan kreeg Haderleben met Rendsburg, Tondern, Lügumkloster en Fehmarn (uitgestorven in 1580)
- Adolf kreeg Gottorf met Apenrade, Südschleswig, Stapelholm, Husum, Eiderstedt, Kiel, Neumünster, Oldenburg, Cismar, Neustadt, Trittau en Reinbeck.
- de kloosters, de ridderschap, de steden, de rechtspraak, het leger en de belasting bleven een gemeenschappelijke aangelegenheid.

Na het uitsterven van Holstein-Hadersleben in 1580 werd het gebied in 1581 verdeeld onder de twee overgebleven takken, waarbij Rendsburg aan de koninklijke tak te Sonderburg kwam en Fehmarn aan de hertogelijke tak te Holstein-Gottorp.

## Huwelijk en kinderen
Op 17 december 1564 trouwde Adolf met Christina, dochter van landgraaf Filips I van Hessen, en had volgende kinderen:
1. Frederik (1568-1587)
2. Sophia (1569–1634), in 1588 gehuwd met Johan VII van Mecklenburg-Schwerin
3. Filips (1570-1590)
4. Christina (1573 - 1625) in 1592 gehuwd met Karel IX van Zweden
5. Elisabeth (1574–1587)
6. Johan Adolf (1575-1616)
7. Anna (1575-1625), in 1598 gehuwd met graaf Enno III van Oost-Friesland
8. Christian (1576-1577)
9. Agnes (1578 - 1627)
10. Johan Frederik (1579-1634), aartsbisschop van Bremen, prins-bisschop van Lübeck

## Voorouders
| Voorouders van Adolf van Sleeswijk-Holstein-Gottorp |                                                                                |                                                                                |                                                                                    |                                                                                    |                                                                         |                                                                         |                                                                              |                                                                              |
| Overgrootouders                                     | Diederik van Oldenburg (1398-1440) ∞ Hedwig van Holstein (1400-1436)           | Diederik van Oldenburg (1398-1440) ∞ Hedwig van Holstein (1400-1436)           | Johan van Brandenburg-Kulmbach (1406–1499) ∞ Barbara van Saksen-Anhalt (1405-1465) | Johan van Brandenburg-Kulmbach (1406–1499) ∞ Barbara van Saksen-Anhalt (1405-1465) | Erik II van Pommeren (1424–1447) ∞ Sophia van Pommeren-Stolp (-)        | Erik II van Pommeren (1424–1447) ∞ Sophia van Pommeren-Stolp (-)        | Casimir IV van Polen (1427-1492) ∞ 1454 Elisabeth van Oostenrijk (1436-1505) | Casimir IV van Polen (1427-1492) ∞ 1454 Elisabeth van Oostenrijk (1436-1505) |
| Grootouders                                         | Christiaan I van Denemarken (1426-1481) ∞ Dorothea van Brandenburg (1430-1495) | Christiaan I van Denemarken (1426-1481) ∞ Dorothea van Brandenburg (1430-1495) | Christiaan I van Denemarken (1426-1481) ∞ Dorothea van Brandenburg (1430-1495)     | Christiaan I van Denemarken (1426-1481) ∞ Dorothea van Brandenburg (1430-1495)     | Bogislaw X van Pommeren (1454–1523) ∞ Anna van Polen (1449-1501)        | Bogislaw X van Pommeren (1454–1523) ∞ Anna van Polen (1449-1501)        | Bogislaw X van Pommeren (1454–1523) ∞ Anna van Polen (1449-1501)             | Bogislaw X van Pommeren (1454–1523) ∞ Anna van Polen (1449-1501)             |
| Ouders                                              | Frederik I van Denemarken (1471-1533) ∞ Sophia van Pommeren (1498-1568)        | Frederik I van Denemarken (1471-1533) ∞ Sophia van Pommeren (1498-1568)        | Frederik I van Denemarken (1471-1533) ∞ Sophia van Pommeren (1498-1568)            | Frederik I van Denemarken (1471-1533) ∞ Sophia van Pommeren (1498-1568)            | Frederik I van Denemarken (1471-1533) ∞ Sophia van Pommeren (1498-1568) | Frederik I van Denemarken (1471-1533) ∞ Sophia van Pommeren (1498-1568) | Frederik I van Denemarken (1471-1533) ∞ Sophia van Pommeren (1498-1568)      | Frederik I van Denemarken (1471-1533) ∞ Sophia van Pommeren (1498-1568)      |
| Adolf van Sleeswijk-Holstein-Gottorp (1526-1586)    |                                                                                |                                                                                |                                                                                    |                                                                                    |                                                                         |                                                                         |                                                                              |                                                                              |